# Elpidio (prefetto del pretorio)
Elpidio (in latino Helpidius; fl. 352-361) è stato un funzionario romano di età imperiale.

## Biografia
Originario della Paflagonia, discendente da una famiglia di umili origini, fece la carriera notarile, raggiungendo alte cariche sotto gli imperatori Costanzo II e Giuliano.
Fu nominato senatore di Costantinopoli, praeses della Mauretania Sitifense, consularis della Pannonia secunda nel 352, e infine  Prefetto del pretorio d'Oriente da Costanzo II nel 360, alla morte di Ermogene. Era in carica il 4 febbraio 360, come attestato da una legge conservata nel Codice teodosiano (11.24.1). All'inizio del 360 il pio cristiano Elpidio fece ridurre lo stipendio imperiale versato all'oratore pagano Libanio.
Ammiano Marcellino lo giudica «uomo rozzo d'aspetto e nel linguaggio, ma di carattere schietto, alieno dal sangue e mite», e narra di un caso in cui, ricevuto l'ordine da Costanzo di torturare un innocente in sua presenza, Elpidio chiese di essere esonerato dalla carica in quanto non in grado di eseguire l'ordine.
Fu deposto dall'imperatore Giuliano alla fine del 361.
Dalla moglie Aristenete ebbe una figlia di nome Prisca, madre del praefectus urbi e console del 404 Aristeneto; Pancrazio di Doliche aveva dato a Prisca una proprietà in dono, e in cambio Elpidio aveva aiutato ripetutamente Pancrazio, ma nel 363, avendo Elpidio perso il proprio potere, Pancrazio rivolle indietro la proprietà donata.